# Vergo Zoccorino
Vergo Zoccorino (Zucurén in dialetto brianzolo, e semplicemente Vergo fino a metà del XX secolo) è una frazione di Besana in Brianza, unione delle due località di "Vergo" e "Zoccorino".

## Origine del nome
Anticamente il comune era costituito da tre centri: Santa Caterina, intorno alla chiesa vecchia allora dedicata all'omonima santa, Vergo che era il centro più importante e dava il nome al comune, e Zoccorino che era poco abitato. Vergo sembra ricordare il nome della divinità gallica "Vergana o Vercana", da Verga, "colera". Zoccorino, localmente chiamato Zuccorino, deriva dal diminutivo zucco ovvero poggio.

## Storia
Le prime notizie storiche relative a Vergo risalgono al secolo XIV, quando era incluso nella Pieve di Agliate della Provincia di Milano. Nel 1751 il comune di Vergo contava 383 abitanti, salite a 455 nel 1771.
Nel 1805 con il Regno d’Italia, Vergo coi suoi 490 residenti viene inserito nel Distretto di Monza del Dipartimento d'Olona. Nel 1809 il comune viene poi temporaneamente aggregato a quello di Costa su decreto di Napoleone, che poi pose tutto sotto Carate nel 1811, ma nel 1816 gli austriaci annullarono ogni riforma al loro ritorno, e il paese arrivò a 759 anime nel 1853 salite a 831 nel 1861. Sotto il nuovo governo italiano ebbe breve vita, dato che nel 1869 entrò a far parte del comune di Besana in Brianza.

## Architetture religiose
- Chiesa SS. Gervaso e Protaso

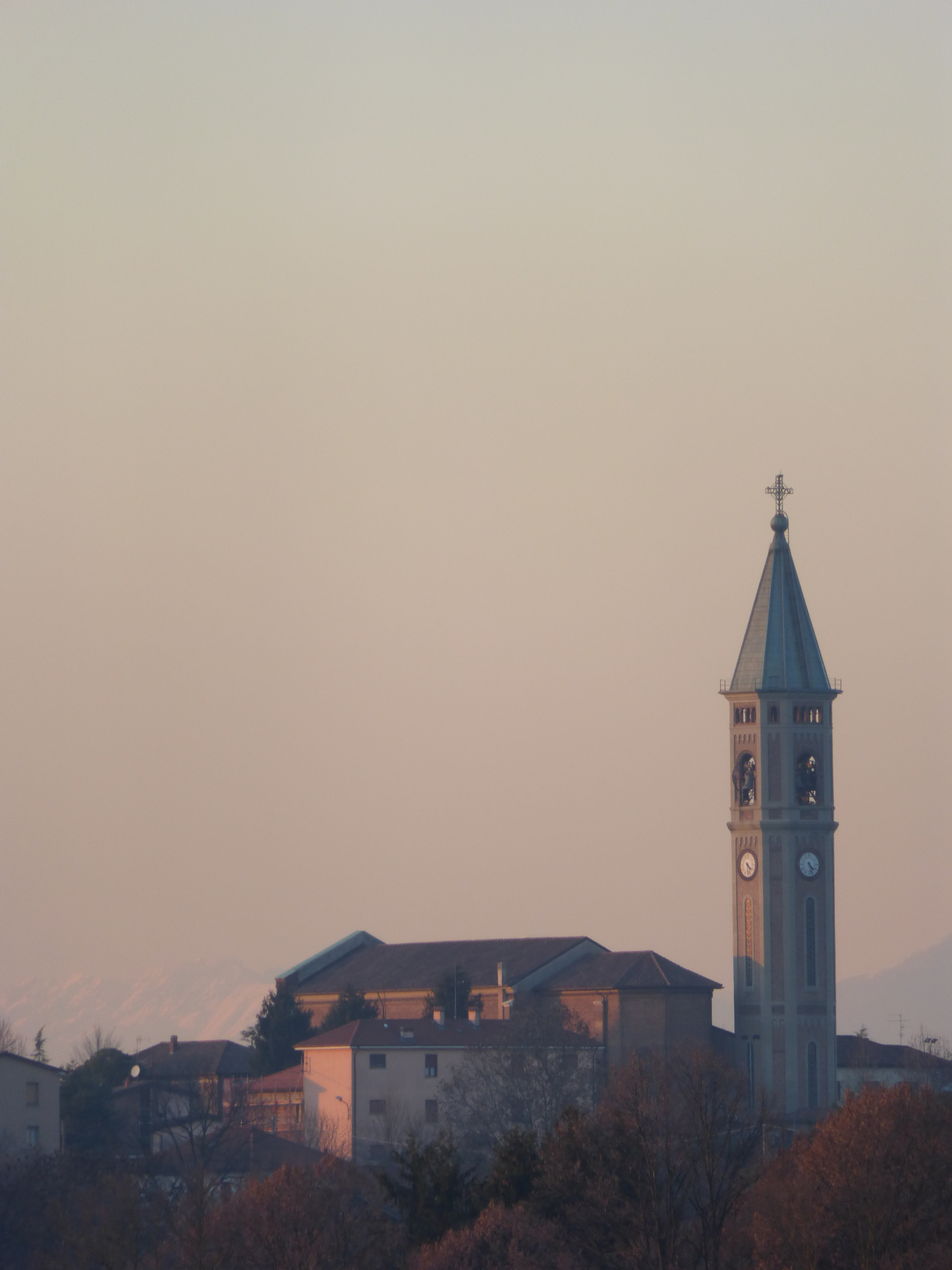

Nota per l'imponente campanile, uno dei più alti dell'intera Brianza, dal quale, nelle giornate limpide, è possibile vedere persino la Madonnina del Duomo di Milano. Il suo concerto di sacri bronzi è quello con più campane di tutta Besana Brianza. Sono 8 in do3 e vennero fuse da Luigi Ottolina nel 1939 (sol3 Ottolina 1953,la3 Ottolina 1974). Nel 2014 è stata inserita una nona campana che viene chiamata "la Marcolina" poiché è stata fusa in onore di Marco Sironi. Suona poco prima dell'inizio della messa.
- Casa parrocchiale di Zoccorino[4]
- Chiesa vecchia

Nota ai più come gesa vegia, era la chiesa parrocchiale prima della costruzione dell'attuale Chiesa SS. Gervaso e Protaso. Si ricorda la guarigione miracolosa ottenuta dal San Francesco Spinelli, mentre si trovava in preghiera davanti alla statua della Madonna. Ora è stata trasformata in abitazione.

## Monumenti e luoghi d'interesse
- La villa Odazio, Fontana, Racchetti di Zoccorino[5]
- Ciliegio secolare, alto 24 metri con una circonferenza di 500 cm; è il più antico d'Italia. Si pensa abbia 150/200 anni, è inoltre stato inserito tra gli alberi monumentali d'Italia dal Ministero delle Politiche Agricole[6].

## Sport
- S.C. Zoccorinese A.S.D.

Gloriosa società dilettantisca di ciclismo, ha colto numerosi successi nazionali ed internazionali in particolare negli anni '90 e primi anni 2000. Il punto più alto viene toccato con la storica tripletta ai campionati del mondo del 2001 di Lisbona vinti da Yaroslav Popovych. Negli ultimi anni la società è scomparsa dal panorama internazionale, anche a causa di problemi legati al mondo del doping.
- ASDO Virtus Vergo Zoccorino

Società sportiva dilettantisca, partecipante ai locali tornei oratoriani di calcio a 7 e pallavolo.Note 
1. ↑  Dato sito ufficiale di Besana in Brianza
2. ↑  vedi
3. ↑  Vergo Zoccorino
4. ↑  "Casa parrocchiale di Zoccorino" su Lombardia Beni Culturali
5. ↑  La Villa Odazio, Fontana, Racchetti di Zoccorino su Lombardia Beni Culturali
6. ↑  "Il ciliegio selvatico di Besana è un monumento nazionale (parola del ministero)", articolo su Il Cittadino del 13 gennaio 2018